# Claria segmentata
Claria segmentata är en hjuldjursart som beskrevs av Kutikova, Markevich och Spiridonov 1990. Claria segmentata ingår i släktet Claria och familjen Clariaidae. Inga underarter finns listade i Catalogue of Life.